# Patrick Poivre d’Arvor
Patrick Poivre d’Arvor (ur. 20 września 1947 w Reims jako Patrick Poivre) – francuski dziennikarz i pisarz.
Patrick Poivre d’Arvor, znany powszechnie jako PPDA, to jedna z najbardziej znanych we Francji osobowości telewizyjnych. Od 1987 jest najważniejszym prezenterem głównego wydania dziennika telewizyjnego stacji TF1. Wcześniej pracował jako dziennikarz w radiu France Inter, w stacjach telewizyjnych Antenne 2 (obecnie France 2) i Canal+. W swojej dotychczasowej karierze prezentera, która trwa z niewielkimi przerwami od 1976 (najpierw Antenne 2, później cały czas TF1), prowadził ponad 4,5 tysiąca wydań dziennika telewizyjnego. Ostatni dziennik poprowadził 10 lipca 2008.
Jego praca, kontakty z politykami i życie prywatne stawały się często tematem skandali. Najbardziej znanym był sfałszowany wywiad z Fidelem Castro, który wyemitowany został 16 grudnia 1991. Oszustwo zostało odkryte miesiąc później przez dziennikarza tygodnika Télérama. Francuskie tabloidy zarzucały mu również bliskie kontakty ze światem francuskiej polityki i biznesu. W prasie brukowej pojawiały się często artykuły o jego życiu prywatnym, opisujące m.in. jego wczesne ojcostwo w wieku 15 lat oraz samobójstwo córki Solenn, chorej na anoreksję. Wydarzenia te opisywał również sam PPDA w kilku swoich książkach. Poza książkami na poły biograficznymi, PPDA jest również autorem wielu powieści. W stacjach TF1 i LCI prowadzi magazyny literackie.

## Życie prywatne
Jego rodzicami są Jacques Poivre i Madeleine France Jeuge. Jego rodzeństwo to Catherine i Olivier Poivre d’Arvor, który jest pisarzem i filozofem.
3 kwietnia 1971 PPDA ożenił się z Véronique Courcoux (ur. 23 kwietnia 1942, w Tarbes). Doczekał się z nią czterech córek i syna:
- Dorothée Poivre d’Arvor (ur. 17 czerwca 1963), matki:
  - Gwennaëlle (ur. 1991),
  - Tristana (ur. 1993),
  - Maël (ur. 1999),
- Arnaud Poivre d’Arvor (ur. 1 maja 1972), prezentera i producenta telewizyjnego, ojca:
  - Jérémie’ego (ur. 4 maja 2001),
  - Joachima (ur. 8 października 2004),
- Tiphaine (ur. i zm. 1974), zmarłej niespodziewanie w wieku 6 miesięcy,
- Solenn Poivre d’Arvor (11 grudnia 1975 – 27 stycznia 1995), która w wieku 19 lat popełniła samobójstwo na stacji metra w Paryżu,
- Morgane Poivre d’Arvor (ur. 1981).

W latach 90. PPDA miał romans z Claire Chazal i doczekał się z nią nieślubnego syna (do którego istnienia przyznał się dopiero w sierpniu 2005 w "Confessions"):
- François Chazal Poivre d’Arvor (ur. 29 kwietnia 1995).